# Major Felipe

Localização de Major Felipe (em vermelho) em José da Penha.

Major Felipe é um distrito de José da Penha, município brasileiro no estado do Rio Grande do Norte. Foi criado pela lei estadual nº 3013, de 19 de dezembro de 1963. Está distante cinco quilômetros da sede municipal, a uma altitude de 284 metros em relação ao nível do mar. Limita-se a norte com o distrito-sede, a sul do Major Sales e Paraná, a leste com Marcelino Vieira e Tenente Ananias e a oeste com Luís Gomes e Riacho de Santana.

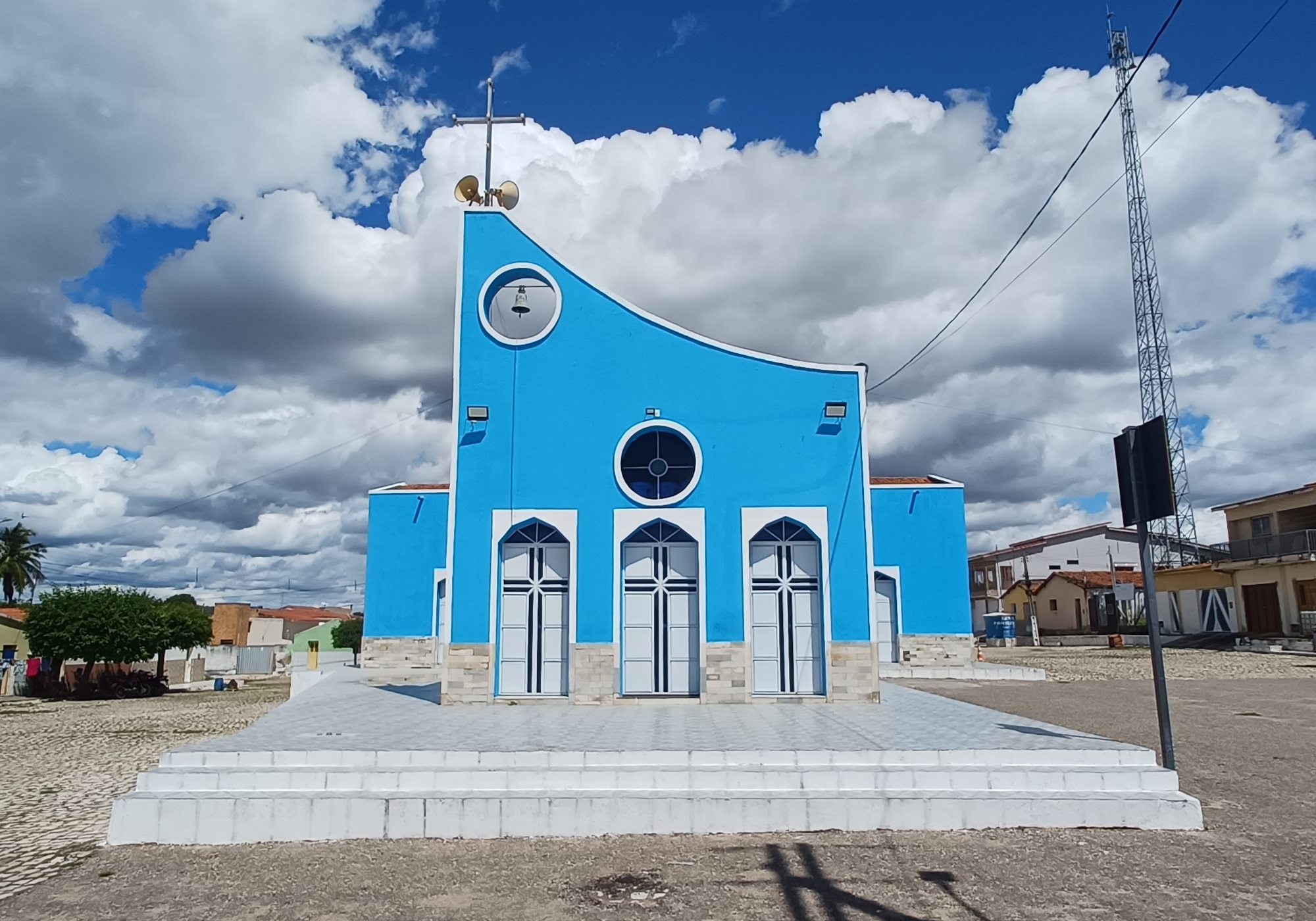
Capela de Santo Expedito, da paróquia de São Francisco de Assis.

Conforme o censo brasileiro de 2010, a população total do distrito era de 1 263 habitantes, equivalente a 21,5% da população municipal. Desse total, 663 habitantes do sexo feminino (52,49%) e 600 do sexo masculino (47,51%), com uma razão de sexo de 90,25. Ao mesmo tempo, 559 habitantes viviam na zona urbana (44,26%) e 704 na zona rural (55,74%). Ainda segundo o mesmo censo, 620 habitantes eram brancos (49,09%), 578 pardos (45,76%), 61 pretos (4,83%) e quatro amarelos (0,32%).
Na Igreja Católica, o distrito faz parte da paróquia de São Francisco de Assis, da Diocese de Santa Luzia de Mossoró.

## Infraestrutura
Major Felipe possuía, em 2010, 379 domicílios, sendo 171 na zona urbana (45,12%) e 208 na zona rural (54,77%). Desse total, 322 eram próprios e quitados (84,96%); 46 cedidos (12,14%), sendo quatro por empregador (1,06%) e 42 de outras maneiras (11,08%) e onze alugados (2,11%). Em relação ao abastecimento de água, 335 domicílios (88,39%) eram abastecidos pela rede geral, 28 (7,39%) por poços, quatorze (3,69%) através de algum curso d'água e dois (0,53%) de outra(s) forma(s). Quanto ao fornecimento de energia elétrica, 376 domicílios (99,21%) tinham eletricidade, todos a partir da companhia distribuidora. O lixo, por sua vez, era coletado eram 161 domicílios (42,48%), 160 pelo serviço de limpeza e um através de caçamba.
Ainda em 2010, a taxa de alfabetização da população distrital com idade igual ou superior a dez anos era de 72,7% (80,6% para as mulheres e 64,2% para o homens). O serviço postal local é atendido por uma agência da Empresa Brasileira de Correios e Telégrafos (Correios). O distrito é ainda é cortado pela rodovia federal BR-405, que faz a ligação do distrito com Major Sales e a sede municipal.

## Cultura
Na expressão cultural major-felipense, destacam-se a realização das festas juninas, com destaque para o Arraiá da Vila Major Felipe, realizado na Praça de Eventos Jocelmo Segundo de Oliveira, contando com apresentações de quadrilhas, grupos artísticos, desfiles e bandas musicais, além de barracas com comidas típicas. A Festa de Santo Expedito acontece no mês de setembro, começando no dia 4 e se encerrando no dia 14, cuja programação inclui a missa de abertura, nove noites de novena e a procissão de encerramento, havendo também a programação sociocultural.